# Royal Aircraft Establishment
Royal Aircraft Establishment (w skrócie RAE) – brytyjskie przedsiębiorstwo badawcze, ostatnio (2007) pod kontrolą Ministerstwa Obrony Wielkiej Brytanii.
Na początku usytuowana na lotnisku Farnborough pod Londynem („RAE Farnborough”) w Hampshire, później utworzono drugi ośrodek w Bedford „RAE Bedford”.

## Royal Aircraft Factory
W 1892 w Aldershot powstała pierwsza wytwórnia Her Majesty Balloon Factory (Fabryka Balonów Jej Królewskiej Mości) będący częścią armii brytyjskiej. W 1905 ośrodek ten przeniesiono do Południowego Farnborough. W tym samym roku na lotnisku fabryki Samuel Cody jako pierwszy w Wielkiej Brytanii wykonał przelot samolotem.
W 1911 ośrodek został przemianowany na Fabrykę Samolotów Armii (ang. Army Aircraft Factory), a rok później na Królewską Fabrykę Samolotów (ang. Royal Aircraft Factory w skrócie RAF). Wśród pracujących w ośrodku konstruktorów byli Geoffrey de Havilland, który później założył własną wytwórnię lotniczą, i Henry Folland późniejszy główny konstruktor w wytwórni Gloster Aircraft Company i założyciel własnego przedsiębiorstwa lotniczego Folland Aircraft.

### Projekty wytwórni RAF

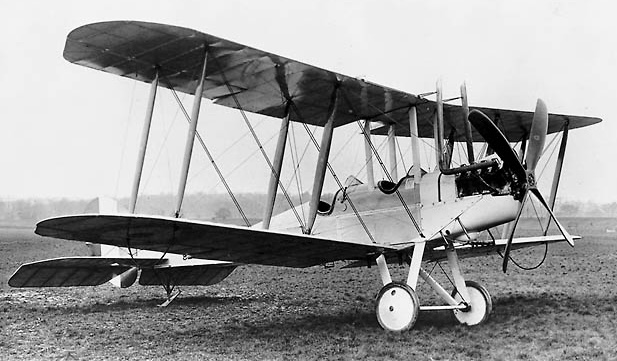
Rozpoznawczy RAF B.E.2c.

Od 1911 do 1918 w Royal Aircraft Factory powstało kilka projektów samolotów, głównie eksperymentalnych, chociaż niektóre z nich zostało wdrożonych do produkcji, zwłaszcza w okresie trwającej wówczas I wojny światowej. Produkcja tych maszyn tylko w nieznacznym stopniu odbywała się w zakładach RAF w Farnborough – budowę większości zlecono prywatnym firmom brytyjskim, które nigdy wcześniej nie budowały samolotów.
Do 1913 do oznaczania typów samolotów używano liter oznaczających typ konstrukcji samolotu w odniesieniu do producenta francuskiego lub nazwiska konstruktora, który tę konstrukcję opracował:
- S.E. – Santos Experimental (samoloty w układzie canarda inaczej „z ogonem w przodu”)
- B.E. – Bleriot Experimental (samoloty ze śmigłem ciągnącym)
- F.E. – Farman Experimental (samoloty ze śmigłem pchającym zainstalowanym za kabiną pilota)

Na przełomie lat 1913–1914 zmieniono oznaczenie samolotów tym razem za kryterium przyjmując ich przeznaczenie:
- S.E. – Scouting experimental (dosłownie zwiadowczy eksperymentalny – jednomiejscowy myśliwiec)
- F.E. – Fighting experimental (myśliwski eksperymentalny, chociaż dla maszyn ze śmigłem pchającym nadal funkcjonowała nazwa „Farman”)
- R.E. – Reconnaissance experimental (rozpoznawczy eksperymentalny)

Samolot B.S.1 z 1913 był jedyną maszyną oznaczoną kombinacją obu standardów jako Bleriot (ze śmigłem ciągnącym) Scout (myśliwiec).

### Samoloty produkcyjne

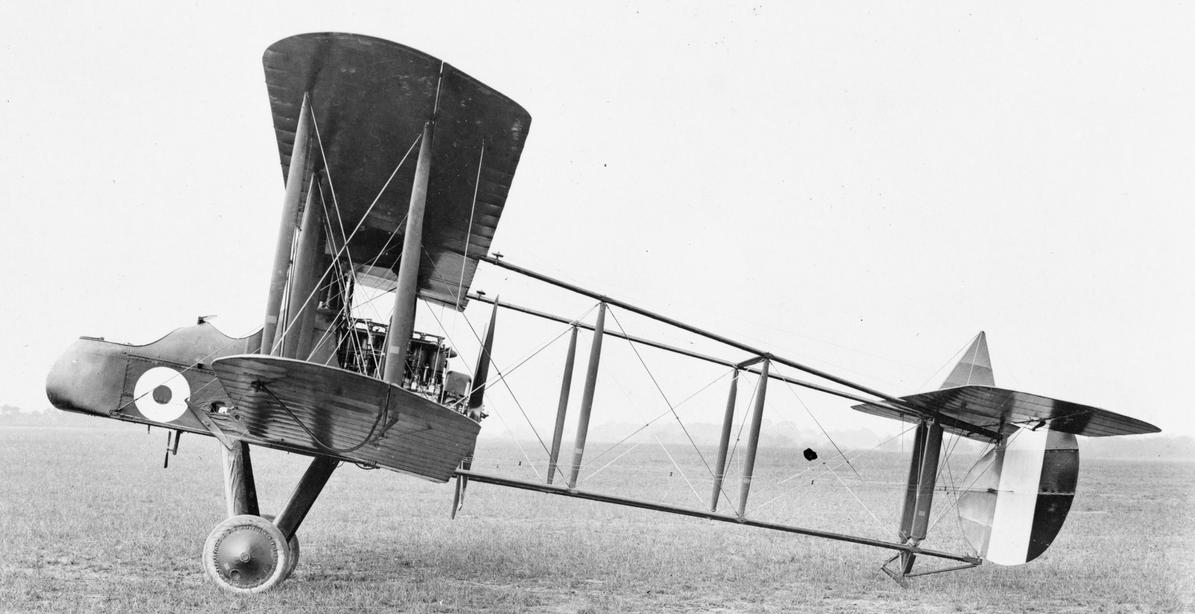
RAF F.E.2b konstrukcji Royal Aircraft Factory.

System oznaczeń stosowany przez Royal Aircraft Factory jest niespójny i niejednokrotnie mylący. Przykładowo symbol F.E.2 wykorzystywano do oznaczenia różnych maszyn opartych na podobnych założeniach konstrukcyjnych: F.E.2 z 1911, F.E.2 z 1913 i ostatni wykorzystywany podczas I wojny światowej F.E.2 z 1914. Jedynie ostatnia z wymienionych maszyn weszła do produkcji masowej i to w trzech odmianach: F.E.2a, F.E.2b i F.E.2d. Dodatkowo występował również samolot oznaczony jako F.E.2c, który nie był uważany za oficjalną odmianę F.E.2, a jedynie zmodernizowany samolot, w którym eksperymentalnie zamieniono pozycje pilota i obserwatora.
Podobnie B.E.1 był prototypem rozpoznawczego B.E.2, ale B.E.2c to już całkiem nowy samolot bardzo nieznacznie podobny do wczesnych wersji B.E.2. Z kolei samoloty oznaczone symbolami od B.E.3 do B.E.7 były kolejnymi prototypami dla B.E.8 bardzo podobnymi i różniącymi się jedynie małymi modyfikacjami wprowadzanymi sukcesywnie podczas produkcji seryjnych B.E.8. Wersja B.E.8a różniła się również bardzo nieznacznie od B.E.8.
Także S.E.4a nie ma nic wspólnego z S.E.4, chociaż S.E.5a był jedynie wyposażoną w mocniejszy silnik późniejszą odmianą S.E.5 o identycznej konstrukcji.
Wiele wczesnych konstrukcji RAF było określano oficjalnie jako „odbudowane” rozbite maszyny, ponieważ początkowo wytwórnia nie posiadała pozwolenia na budowę samolotów własnego projektu. W większości przypadków żadna z części rozbitych maszyn nie została wykorzystana do budowy nowego samolotu, często nie odzyskiwano z wraku nawet silnika. Poniższa lista samolotów zawiera maszyny zaprojektowane, a także jedynie testowane przez Cody’ego i Dunne’a na lotnisku w Farnborough wraz z datami pierwszego lotu.

- British Army Dirigible No 1 – 1907
- Dunne D.1 – 1907
- British Army Aeroplane No 1 – 1908
- Dunne D.5 – 1910
- S.E.1 – 8 czerwca 1911
- F.E.1 – 1911
- F.E.2 – 18 sierpnia 1911
- B.E.1 – 4 grudnia 1911
- B.E.2 – 1 lutego 1912
- B.E.3 – 3 maja 1912
- F.E.3 – 1913
- B.E.7 – 28 lutego 1913
- B.S.1 – 13 marca 1913
- R.E.1 – maj 1913
- R.E.2 – 1 lipca 1913
- B.E.8 – 20 sierpnia 1913
- R.E.3 – listopad 1913
- F.E.2 – 1914
- S.E.2 – 1914
- R.E.5 – styczeń 1914
- S.E.4 – czerwiec 1914
- F.E.6 – listopad 1914
- R.E.7 – lipiec 1915
- B.E.12 – 28 lipca 1915
- B.E.9 – 14 sierpnia 1915
- F.E.8 – 15 października 1915
- F.E.4 – marzec 1916
- R.E.8 – 17 czerwca 1916
- S.E.5 – 22 listopada 1916
- F.E.9 – kwiecień 1917
- N.E.1 – 8 września 1917
- C.E.1 – 17 stycznia 1918
- Ram – marzec 1918

### Silniki lotnicze
- RAF 1
- RAF 2
- RAF 3
- RAF 4
- RAF 5
- RAF 8

## Zmiana nazwy na RAE

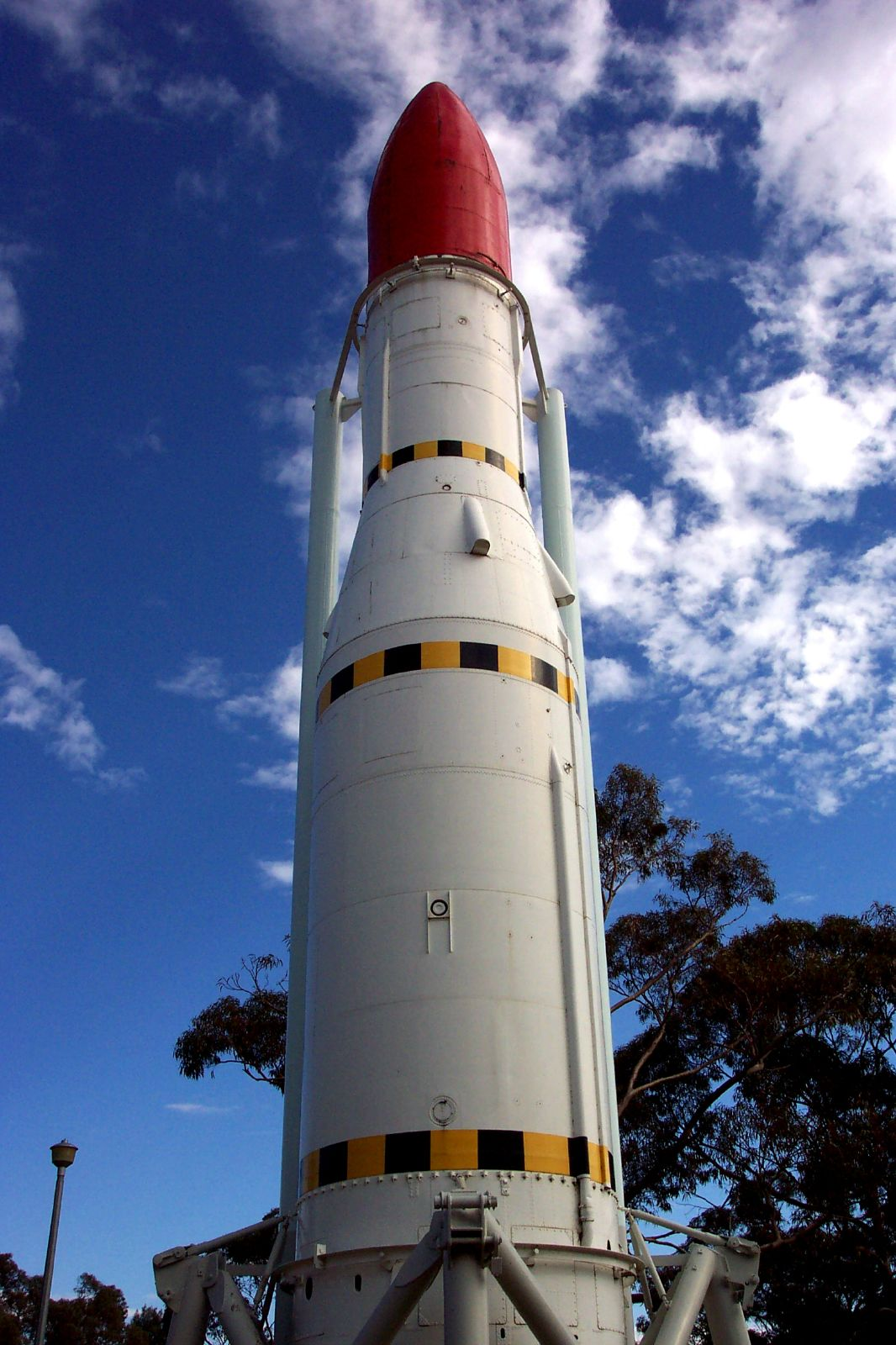
Rakieta nośna Black Arrow

W 1918 postanowiono zmienić nazwę wytwórni na Royal Aircraft Establishment, aby uniknąć mylenia nazwy przedsiębiorstwa z powstałymi 1 kwietnia 1918 Królewskimi Siłami Powietrznymi (Royal Air Force).
Po zakończeniu I wojny światowej prace projektowe i rozwojowe nad samolotami zakończono, skupiając się na opracowaniu kierowanych pocisków rakietowych takich jak:
- RAE Target – projekt kierowanego pocisku rakietowego klasy ziemia-ziemia opracowany na początku lat 20.
- RAE Larynx – projekt kierowanego pocisku rakietowego klasy ziemia-ziemia opracowany na początku lat 20.

Podczas II wojny światowej w RAE Farnborough pracowano nad rozwiązaniem problemów z silnikami lotniczymi. To właśnie tam będąca wówczas młodym inżynierem Beatrice Shilling opracowała „zwężkę panny Shilling” nazywaną też „zwężką Tilly” (Tilly to zdrobnienie od Beatrice), mały metalowy krążek z otworem, który zapobiegał odpływowi paliwa, a następnie zalewaniu nim gaźników silników lotniczych Rolls-Royce Merlin. Silniki te wykorzystywano ówcześnie do napędu myśliwców Hurricane i Spitfire walczących podczas bitwy o Anglię. Nieco później w skład struktur RAE weszła firma Marine Aircraft Experimental Establishment zajmująca się rozwojem wodnosamolotów, a następnie całe połączone przedsiębiorstwo zostało przeniesione z Anglii Wschodniej do Szkocji.
W 1946 rozpoczęto przebudowę bazy lotniczej RAF Thurleigh dla potrzeb RAE Bedford.
Od końca lat 50. do końca 60. prowadzono w RAE projekty budowy niekierowanych pocisków rakietowych, z których ostatecznie żaden nie wszedł do produkcji seryjnej. Niektóre z nich to:
- Black Knight – zaprojektowana w 1955 i wykorzystywana w latach 1958–1965 eksperymentalna rakieta nośna.
- Black Arrow – rakieta nośna do wynoszenia na orbitę okołoziemską sztucznych satelitów.
- Jaguar – trzystopniowa eksperymentalna rakieta nośna zwana również pod nazwą „Jabiru”.
- Skylark – eksperymentalna rakieta nośna wykorzystywana w latach 1957–2005.

W 1988 zmieniono nazwę wytwórni na Royal Aerospace Establishment (DRA), a 1 kwietnia 1991 wytwórnia RAE została włączone do Defence Research Agency nowej organizacji brytyjskiego Ministerstwa Obrony. Dokładnie 4 lata później, 1 kwietnia 1995 DRA i inne organizacje tego ministerstwa zostały połączone w jedną agencję Defence Evaluation and Research Agency (DERA).
W 2001 DERA została częściowo sprywatyzowana przez i w rezultacie powstały dwie osobne organizacje, należąca do państwa Defence Science and Technology Laboratory (DSTL) i publiczno-prywatne partnerstwo QinetiQ.

## Funkcje
W Farnborough znajdują się obecnie siedziby firm QinetiQ, DSTL, Air Accidents Investigation Branch i British National Space Centre, a oddział w Bedford został zamknięty w 1994.
W wytwórni RAE zaprojektowano i przetestowano wiele typów samolotów włącznie z takimi maszynami jak B.E.2, F.E.2, R.E.8, S.E.5, Hawker Siddeley Harrier i Concorde.
W historycznych budynkach wytwórni znajdują się trzy tunele aerodynamiczne. Tunel o średnicy 24 stóp do badań przy niskich prędkościach znajduje się w budynku Q121 i został oddany do użytku na początku lat 30., natomiast mniejszy o średnicy 11,5 stopy, również do badań przy niskich prędkościach w budynku R136. Trzeci tunel o wymiarach 8 na 6 stóp znajduje się w budynku R133 jest przeznaczony do testów przy prędkościach naddźwiękowych i został w połowie lat 50. przebudowany z oddanego do użytku na początku lat 40. tunelu do testów prędkości bliskich barierze dźwięku. Jego pierwotne wymiary to 10 na 7 stóp. W tym samym budynku znajduje się jeszcze drugi mniejszy tunel naddźwiękowy o wymiarach 2 na 1,5 stopy. W budynku oznaczonym symbolem R52 umieszczono początkowo dwa tunele do badań w niskich prędkościach, których wymiary to 10 na 7 stóp. Obecnie w tym miejscu znajdują się dwa nowsze tunele, jeden o średnicy 11,5 stopy, a drugi o wymiarach 4 na 3 stopy i przeznaczony do badań w strugach powietrza o niskich turbulencjach. Wcześniej mieścił się tam jeszcze mały, pracujący w otwartym obiegu tunel o średnicy 5 stóp przeznaczony do badań przy niskich prędkościach pomniejszonych modeli samolotów, które później już w pełnych rozmiarach testowano w największym tunelu o średnicy 24 stóp. Później przekształcono go w urządzenie do badania hałasu. Obecnie dwa najstarsze budynki wytwórni RAE o numerach Q121 i R133 zostały zapisane w brytyjskim rejestrze zabytków jako obiekty I klasy.
Na zachód od Farnborough znajduje się 5 metrowy ciśnieniowy tunel aerodynamiczny do badań przy niskich prędkościach, który został oddany do użytku pod koniec lat 70. Jest on obecnie wykorzystywany przez QinetiQ.